# Lutowe Leonidy
Lutowe Leonidy (FLE) – coroczny rój meteorów mający swój radiant w gwiazdozbiorze Lwa. Rój jest aktywny od 1 lutego do 28 lutego, osiągając w tym czasie kilka maksimów. Jego aktywność jest określana jako średnia, a obfitość wynosi 5 meteorów/h. Prędkość w atmosferze meteorów tego roju to 30 km/s.